# Energy Lebanon
Energy Lebanon ist seit dem 6. Juni 2006 ein libanesischer privater Hörfunksender.

## Geschichte
Energy Lebanon wird von der XDL Holding, die bereits seit 1979 Radio- (RML, Jabal Lubnan, RML Culture, Hit FM, Nostalgie und 99FM) und Fernsehsender (mtv) im Nahen Osten überträgt, als Franchisestation betrieben und nutzt dementsprechend die Lizenzrechte der französischen und international tätigen NRJ Group. Das französische Unternehmen ist somit nicht selbst im Libanon tätig, sondern vergibt lediglich die Namensrechte für den Sender und Programmmarken (bspw. Energy Mastermix) sowie verschiedene Veranstaltungen (bspw. die Energy Music Tour).

## Programm
Das Programm ist englischsprachig und wird durch Zugriff auf internationale Programminhalte, beispielsweise Interviewaufzeichnungen oder die NRJ Music Awards, ergänzt. Feste Sendungen im Programm sind montags bis freitags zwischen 07:00 Uhr und 10:00 Uhr die Morgensendung Energy Morning Show sowie die zwischen 17:00 Uhr und 19:00 Uhr interaktiv-gestaltete Sendung Energy Planet Hit. Die bereits seit 1981 vom Gründer der RML Group / der heutigen XDL Holding, Jyad (Jihad Gabriel) Murr, produzierte Sendung Energy Dark, welche hauptsächlich Musik aus den Genres Darkwave, Gothic und Alternative Rock spielt, wird seit 2010 auf Energy jeweils mittwochs zwischen 21:00 Uhr und 22:00 Uhr ausgestrahlt. Donnerstags und freitags strahlt der Sender jeweils ab 20:00 Uhr den Energy Mastermix aus. Bereits eine Stunde vorher werden am Freitagabend noch die Energy Top 20 ausgestrahlt, die meistgespielten Hits der Woche im Libanon.
Am Sonntag strahlt Energy zwischen 19:00 Uhr und 20:00 Uhr die Euro Hot 30 aus, die aus den meistgespielten Sendungen der europäischen NRJ- / Energy-Stationen ermittelt wird.

## Frequenzen
Energy Lebanon sendet auf insgesamt von acht Sendestandorten auf den UKW-Frequenzen 99,1 MHz und 98,8 MHz. Die Sendestandorte befinden sich in Aschrafiyya, Beit Mery, der Nordebene, der Bekaa-Ebene, Jabal Safi, Sidon, Barouk und Faraya. Die Frequenzen decken den Libanon nahezu flächendeckend ab. Der Sender ist somit nicht nur in den Großstädten Beirut, Tripoli und Nabatäa empfangbar, sondern auch in den ländlicheren Regionen.